# 柳秀直

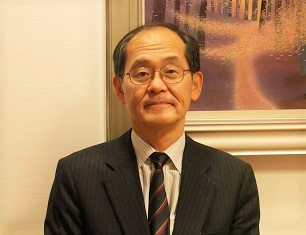
2020年12月

柳 秀直（やなぎ ひでなお、1958年10月16日 - ）は、日本の外交官。ミュンヘン総領事等を経て、2017年からヨルダン駐箚特命全権大使。2020年からドイツ駐箚特命全権大使。

## 経歴・人物
東京都出身。1982年東京大学教養学部卒業、外務省入省。外務省国際情報局分析第一課長や、外務省総合外交政策局企画課長、在インド日本国大使館公使、在ドイツ日本国大使館公使、内閣衛星情報センター分析部長、外務省危機管理担当兼領事局兼軍縮不拡散・科学部審議官を経て、2012年から外務省アジア大洋州局兼南部アジア部審議官を務め、第11回日本・タイ外務・防衛当局間協議に参加するなどしたのち、2014年ミュンヘン総領事。2017年から駐ヨルダン特命全権大使を務めた。2020年駐ドイツ特命全権大使。2024年離任。

## 同期
- 秋葉剛男（21年国家安全保障局長・18年外務事務次官）
- 伊藤伸彰（16年ウズベキスタン大使）
- 岡浩（21年エジプト大使・19年マレーシア大使・16-17年トルコ大使）
- 斎木尚子（17年外務省研修所長・15年国際法局長）
- 嶋崎郁（20年ヨルダン大使・17年チェコ大使）
- 能化正樹（21年駐スウェーデン大使・18年駐エジプト大使）
- 髙岡望（21年カメルーン大使）
- 髙瀨寧（21年ラトビア大使・17年メキシコ大使・14年中南米局長）
- 林肇（20年英国大使・19年内閣官房副長官補・17年ベルギー大使）
- 引原毅（19年ウィーン代表部大使・15年ラオス大使）
- 藤村和広（22年フィンランド大使・18年キューバ大使）
- 星山隆（22年ボツワナ大使）
- 新井辰夫（18年セネガル大使・15年ジブチ大使）
- 岩藤俊幸（17年ジンバブエ大使）
- 倉光秀彰（21年モロッコ大使・18年コートジボワール大使）
- 中山泰則（20年ギリシャ大使）
- 平木塲弘人（18年外務省研修所副所長）
- 山田淳（2021年カザフスタン大使・2018年アルメニア大使）
- 山本条太（21年オマーン大使・19年関西担当大使・16年フィンランド大使）
- 松田邦紀（2021年ウクライナ大使・2018年パキスタン大使）